# 斎藤肇 (陸軍軍人)
斎藤 肇（さいとう はじめ、1890年（明治23年）6月18日 - 1944年（昭和19年）7月18日）は、大日本帝国陸軍軍人。最終階級は陸軍少将。

## 経歴・人物
広島県出身。1911年（明治44年）陸軍士官学校第23期卒業。
1939年（昭和14年）3月に陸軍歩兵大佐、同年8月に歩兵第34連隊補充隊長、翌年の1940年（昭和15年）8月に第10碇泊場司令官、1941年（昭和16年）8月に第107碇泊場司令官を経て、1944年（昭和19年）4月に第60碇泊場司令官に任官。サイパン島にて戦死。没後、陸軍少将に特進した。